# Henry County, Indiana
Henry County är ett county i delstaten Indiana, USA. År 2010 hade countyt 49 462 invånare. Den administrativa huvudorten (county seat) är New Castle. 

## Geografi
Enligt United States Census Bureau har countyt en total area på 1 023 km². 1 018 km² av den arean är land och 5 km² är vatten.  

### Angränsande countyn
- Delaware County - nord
- Randolph County - nordost
- Wayne County - öst
- Fayette County - sydost
- Rush County - syd
- Hancock County - sydväst
- Madison County - nordväst

### Orter
- Blountsville
- Cadiz
- Dunreith
- Greensboro
- Kennard
- Knightstown
- Lewisville
- Middletown
- Mooreland
- Mount Summit
- New Castle (huvudort)
- Shirley
- Spiceland
- Springport
- Straughn
- Sulphur Springs